# Steps
Steps é um grupo britânico de dance-pop composto por Lee Latchford-Evans, Claire Richards, Lisa Scott-Lee, Faye Tozer e Ian "H" Watkins. O Steps foi formado em maio de 1997 e alcançou uma série de singles nas paradas entre 1997 e 2001, incluindo dois singles número um no Reino Unido (um lado A duplo), dois álbuns número um no Reino Unido, 14 singles consecutivos no top 5 no Reino Unido e uma série de sucessos em toda a Europa. O grupo vendeu mais de 22 milhões de discos em todo o mundo, além de obter uma indicação ao BRIT Award em 1999 para Melhor Revelação, enquanto apoiava Britney Spears em turnê no mesmo ano. Quando Richards e Watkins partiram para formar uma dupla de gravação, o grupo se desfez em 26 de dezembro de 2001. Seu penúltimo single alcançou o número cinco nas paradas do Reino Unido, enquanto seu último álbum de grandes sucessos, Gold (2001), foi o segundo álbum número um do grupo. no Reino Unido.
Steps retornou em maio de 2011 para uma série documental de quatro partes na Sky Living intitulado: Steps: Reunion. A série começou a ser exibida em 28 de setembro, após o anúncio de um segundo álbum greatest hits, The Ultimate Collection, que foi lançado em 10 de outubro de 2011. O álbum entrou nas paradas em primeiro lugar, se tornando o terceiro álbum número um da banda no Reino Unido. A 2ª temporada da série do grupo intitulado Steps: On the Road Again foi ao ar na Sky Living em abril de 2012, a série acompanhou a banda como eles embarcaram em sua turnê com vendas esgotadas pelo Reino Unido. 
O grupo lançou seu quarto álbum de estúdio Light Up The World em 12 de novembro de 2012, ao lado de uma turnê natalina de seis datas intitulada Christmas with Steps.
O grupo se reuniu pela segunda vez em 1º de janeiro de 2017 em comemoração ao seu 20º aniversário, e depois anunciou seu quinto álbum de estúdio, Tears on the Dancefloor, que foi lançado em 21 de abril.
Em 202O e 2021,lançou, respectivamente, seus sexto e sétimo álbuns de estúdio "What The Future Holds Part 1 e Part 2". Estes três últimos álbuns foram número 2 no Reino Unido e entraram, também, nas paradas da Irlanda, Austrália e Bélgica. O som dos últimos álbuns é considerado mais adulto do que seus trabalhos nos anos 90 e 2000.

## Integrantes
- Lee Latchford-Evans (1997-2001, 2011–2012, 2017-presente)
- Claire Richards (1997-2001, 2011–2012, 2017-presente)
- Lisa Scott-Lee (1997-2001, 2011–2012, 2017-presente)
- Faye Tozer (1997-2001, 2011–2012, 2017-presente)
- Ian "H" Watkins (1997-2001, 2011–2012, 2017-presente)

## Prêmios e indicações
| Premiação                  | Ano  | Categoria                         | Indicado(s)          | Resultado | Ref.   |
| -------------------------- | ---- | --------------------------------- | -------------------- | --------- | ------ |
| Brit Awards                | 1999 | Revelação Britânica               | Steps                | Indicado  | [ 6 ]  |
| Brit Awards                | 2000 | Melhor Artista Ao vivo de 1999    | Steps                | Venceu    | [ 7 ]  |
| Brit Awards                | 2000 | Artista Pop Britânico             | Steps                | Indicado  | [ 7 ]  |
| Brit Awards                | 2001 | Artista Pop Britânico             | Steps                | Indicado  | [ 8 ]  |
| British LGBT Awards        | 2022 | Artista Musical                   | Steps                | Venceu    | [ 9 ]  |
| Music Week Awards          | 2023 | Campanha de Marketing de Catálogo | Platinum Collection  | Indicado  | [ 10 ] |
| Popjustice £20 Music Prize | 2017 | Melhor Single Pop Britânico       | "Scared of the Dark" | Indicado  | [ 11 ] |
| The Record of the Year     | 1998 | Gravação do Ano                   | "One for Sorrow"     | Indicado  | [ 12 ] |

## Discografia

### Álbuns de estúdio
- Step One (1998)
- Steptacular (1999)
- Buzz (2000)
- Light Up the World (2012)
- Tears on the Dancefloor (2017)
- What the Future Holds (2020)
- What the Future Holds Pt. 2 (2021)

## Turnês
Como atração principal
- Step One Tour (1999)
- Next Step Tour (1999)
- Steptacular Tour (2000)
- Steps Christmas Tour (2000)
- Gold Tour (2001)
- The Ultimate Tour (2012)
- Christmas with Steps (2012)
- Party on the Dancefloor Tour (2017)
- What the Future Holds Tour (2021)
- 25th Anniversary Summer Tour (2022)

Como banda de abertura
- ...Baby One More Time Tour (abrindo para Britney Spears) (1999)